# Kilwa Masoko
Kilwa Masoko (Masoko) este o așezare situată în partea de est a Tanzaniei, pe malul Oceanului Indian, în regiunea Lindi. Stațiune estivală. La recensământul din 2002 înregistra 8339 locuitori.